# 貝宜系統暴風雨
貝宜系統暴風雨第六代戰鬥機計劃，由英國為英國皇家空軍開發。該戰鬥原計劃於2035年開始服役，逐步取代颱風戰鬥機。本戰鬥機是名為“暴風雨團隊”的財團，投入開發的未來空中戰鬥系統（FCAS）計劃的一部分，該財團成員包括英國國防部、貝宜系統、勞斯萊斯、李奧納多和MBDA英國。英國政府預計直到2025年的項目初始階段將花費20億英鎊。
義大利和瑞典都在2020年簽署了一份合作備忘錄，承諾在FCAS項目上的合作。英國和日本宣布他們正在共同開發發動機和雷達系統。此外，目前正在進行談判，將與日本自己的三菱F-X戰鬥機項目相結合，以降低兩國的開發成本，最終決定將於2022年底前確定合作水平。2022年12月9日，英國、意大利和日本宣布將開發全球作戰空中計劃項目。

## 外部連結
Tempest （页面存档备份，存于） at the RAF